# Arnutovce
Arnutovce (in tedesco Emaus, Habchen, Höfchen o Arnsdorf , in ungherese Arnótfalva) è un comune della Slovacchia facente parte del distretto di Spišská Nová Ves, nella regione di Košice.

## Storia
Fondato nel 1259 da coloni tedeschi invitati a ripopolare la zona da re Béla IV d'Ungheria dopo le devastazioni dei Tartari, il villaggio prese il nome di Arnutovce (lett. “paese di Arnold”) nel 1278 dal nobile signore che ne venne infeudato. Nel 1282 vi veniva amministrato il diritto germanico. Nel 1317 il vescovo Peter assegnò il villaggio all'abbazia di Spišský Štiavnik e poi alla certosa di Skale. Nel 1550 passò al capitolo ecclesiastico della contea di Spiš.